# Chlorophorus krantzi
Chlorophorus krantzi là một loài bọ cánh cứng trong họ Cerambycidae.